# Webpack
Webpack 是一個開源的前端打包工具。Webpack 提供了前端開發缺乏的模組化開發方式，將各種靜態資源視為模組，並從它生成優化過的程式碼。
Webpack可以從終端、或是更改 webpack.config.js 來設定各項功能。
要使用 Webpack 前須先安裝 Node.js。Webpack 其中一個特性是使用載入器來將資源轉化成模組。開發者可以自訂載入器的順序、格式來因應專案的需求。